# Остерија Ка Ида (Модена)
Остерија Ка Ида је насеље у Италији у округу Модена, региону Емилија-Ромања.
Према процени из 2011. у насељу је живело 28 становника. Насеље се налази на надморској висини од 911 м.